# Boklotteriets stipendiater 1963
Boklotteriet startade 1948 på initiativ av författaren Carl-Emil Englund. Överskottet för Boklotteriet 1962 blev cirka 297 000 kronor. Antalet lotter för Boklotteriet 1962 var 800 000. På våren 1963 var det dags att utse stipendiater.
Följande författare belönades med stipendier under 1963:
10 000 kronor
- Ebbe Linde
- Pär Rådström
- Peder Sjögren

5 000 kronor
- Bengt Anderberg
- Margareta Ekström
- Lars Forssell
- Jan Gehlin
- Arnold Ljungdal
- Willy Walfridsson
- Per Wahlöö

3 000 kronor
- Stig Claesson
- Hans Hergin
- Rut Hillarp
- Gunnar Möllerstedt
- Bengt Nerman
- Leif Nylén
- Staffan Olzon
- Leon Rappaport
- Lasse Söderberg
- Göran Tunström

2 000 kronor
- Lars Abrahamsson
- Carl Johan Bernhard
- Cordelia Edvardson
- Bengt Emil Johnson
- Nine Christine Jönsson
- Ann Smith

Journaliststipendier
- Hans Björkegren 3 000 kronor
- Ulf Thorén  3 000 kronor

Stipendier till barn- och ungdomsförfattare med 3 000 kronor vardera
- Karin Anckarsvärd
- Eva Håkanson översättarpris
- Harry Kullman
- John-Lennart Linder
- Lennart Rydsjö

Stipendier från Arbetarnas bildningsförbund som erhållit medel från Boklotteriet
- Harald Forss

Stipendier från Aftonbladet som erhållit medel från Boklotteriet
- Östen Sjöstrand10 000 kronor

Stipendier från Landsbygdens stipendienämnd som erhållit medel från Boklotteriet
- Anna Kajsa Hallgard 4 000 kronor
- Brita Oledal 4 000 kronor
- Karl Gustav Lindkvist  3 500 kronor
- Karin Collin 1 000 kronor

Stipendium från tidningen Vi som erhållit medel från Boklotteriet
Med anledning av tidningen Vi:s 50-årsjubileum sammanfördes 1963 och 1964 års belopp för utdelning samtidigt i mars 1964. Till dessa 20 000 kronor kom 15 000 kronor som Boklotteriet överlämnade till tidningen i samband med jubileet. Se Boklotteriets stipendiater 1964
Boklotteriets stipendiater för övriga år finns angivna i
- 1949 Boklotteriets stipendiater 1949
- 1950 Boklotteriets stipendiater 1950
- 1951 Boklotteriets stipendiater 1951
- 1952 Boklotteriets stipendiater 1952
- 1953 Boklotteriets stipendiater 1953
- 1954 Boklotteriets stipendiater 1954
- 1955 Boklotteriets stipendiater 1955
- 1956 Boklotteriets stipendiater 1956
- 1957 Boklotteriets stipendiater 1957
- 1958 Boklotteriets stipendiater 1958
- 1959 Boklotteriets stipendiater 1959
- 1960 Boklotteriets stipendiater 1960
- 1961 Boklotteriets stipendiater 1961
- 1962 Boklotteriets stipendiater 1962
- 1963 Boklotteriets stipendiater 1963
- 1964 Boklotteriets stipendiater 1964
- 1965 Litteraturfrämjandets stipendiater 1965
- 1966 Litteraturfrämjandets stipendiater 1966
- 1967 Litteraturfrämjandets stipendiater 1967
- 1968 Litteraturfrämjandets stipendiater 1968
- 1969 Litteraturfrämjandets stipendiater 1969
- 1970 Litteraturfrämjandets stipendiater 1970
- 1971 Litteraturfrämjandets stipendiater 1971
- 1972 Litteraturfrämjandets stipendiater 1972